# 인 허 플레이스
《인 허 플레이스》는 2014년에 개봉한 대한민국 & 캐나다의 합작영화다.

## 캐스팅
- 윤다경
- 길해연
- 김경익
- 안지혜
- 김승철
- 김창환
- 문창길
- 나혜진 : 친구 (목소리) 역
- 김재록 : 경찰 역
- 김재분 : 모텔 여주인 역
- 심규일 : 뉴스리포터 역
- 이명순 : 마트 아줌마 역

## 수상
- 2016년 제3회 들꽃영화상 조연상 - 길해연